# Нгатулава
Нгатулава — река в России, протекает по территории Надымского района Ямало-Ненецкого автономного округа. Один из правых притоков реки Надым, впадает в него на 256-м км от устья. Длина реки составляет 66 км.

## Данные водного реестра
По данным государственного водного реестра России относится к Нижнеобскому бассейновому округу, водохозяйственный участок реки — Надым. Речной бассейн реки — Надым.
Код объекта в государственном водном реестре — 15030000112115300048184.